# 飯梨岩舟古墳
飯梨岩舟古墳（いいなしいわふねこふん）は、島根県安来市岩舟町にある古墳。国の史跡に指定されている（指定名称は「岩舟古墳」）。

## 概要
島根県東部、飯梨川西岸の車山西側の支谷において、支谷奥部の丘陵斜面上に築造された古墳である。現在では墳丘の大半は失われ石室が露出している。
墳形は明らかでない。埋葬施設は石棺式石室で、南方向に開口する。玄室・前室（または羨道）から構成されたが、現在では玄室以外は大半が失われている。玄室が板石の組み合わせで家形石棺状に構築された石室であり、出雲地方東部に分布する石棺式石室のなかでも、整美で典型的な代表例として注目される。玄室内には石棺2基があったという（現存1基）。古くから開口するため、石室内の副葬品は詳らかでない。
築造時期は、古墳時代終末期の7世紀前半頃と推定される。飯梨川西岸では本古墳以外にも石棺式石室の分布が知られており、塩津神社古墳・飯梨穴神古墳→飯梨岩舟古墳→若塚古墳の築造順と推測される。
古墳域は1948年（昭和23年）に国の史跡に指定されている。

## 埋葬施設

石室俯瞰図

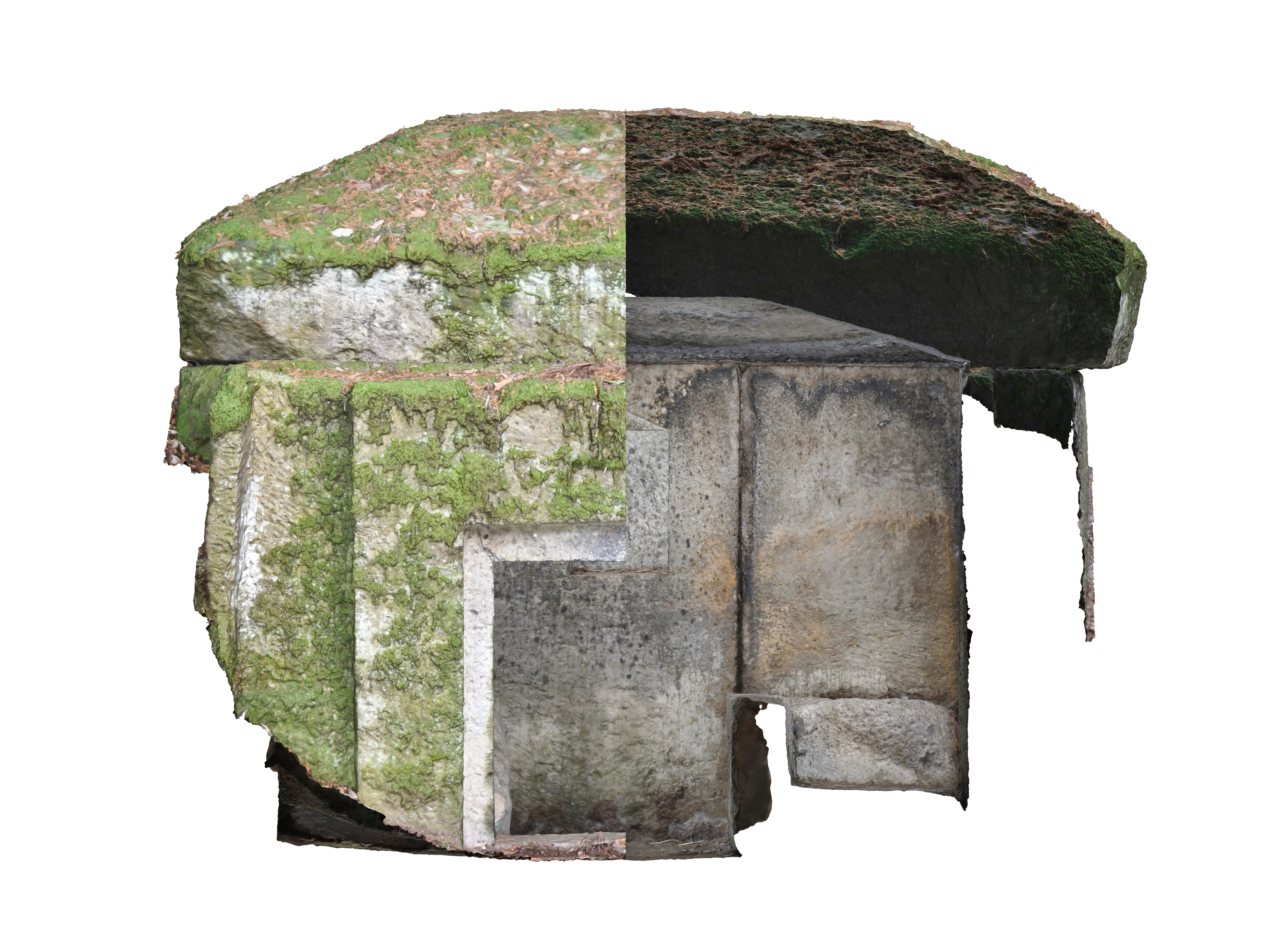
石室立断面図

埋葬施設としては石棺式石室が構築されており、南方向に開口する。玄室・前室（または羨道）から構成されたとみられるが、現在では前室（羨道）の大部分は失われている。玄室の規模は、長さ約2メートル・幅約2.1メートル・高さ約1.7メートルを測る。
石室の石材は浮石凝灰岩（荒島石）で、石室全面にノミによる加工痕が残る。玄室の奥壁は2枚、側壁・前壁は一枚石で、床石（底石）は3枚以上。前壁では長方形の玄門を刳り抜く。天井石は一石で、内外面は四注式の家形屋根状に加工されている。前壁外側の前面に縦方向の溝があることから、板石を組んで前室または羨道を構築したとみられるが、現在は床石（底石）2枚のみが遺存する。
玄室内には石棺2基が据えられていたと伝わるが、現在は刳抜式石棺1基のみが破壊された状態で遺存する。

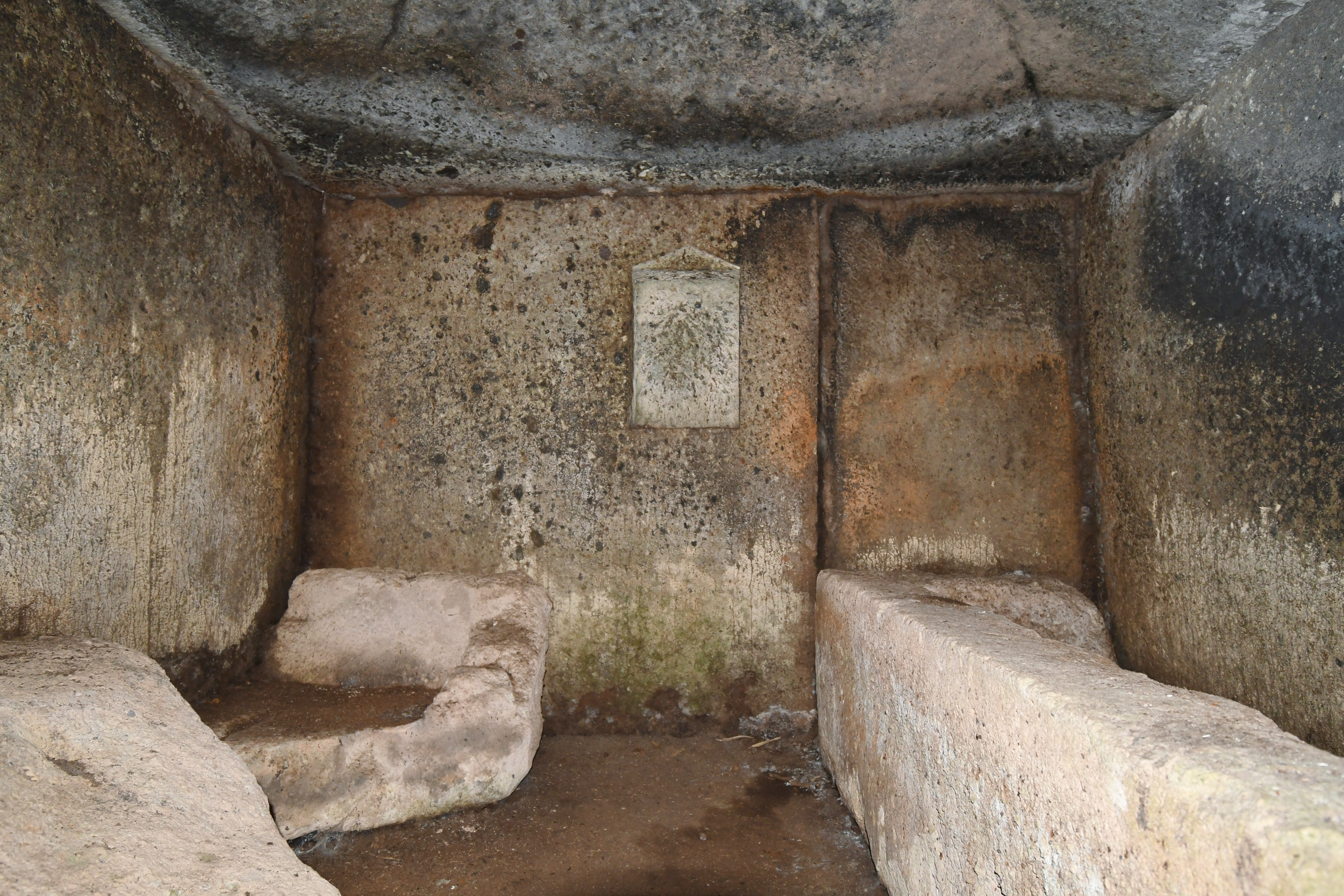
玄室（奥壁方向）
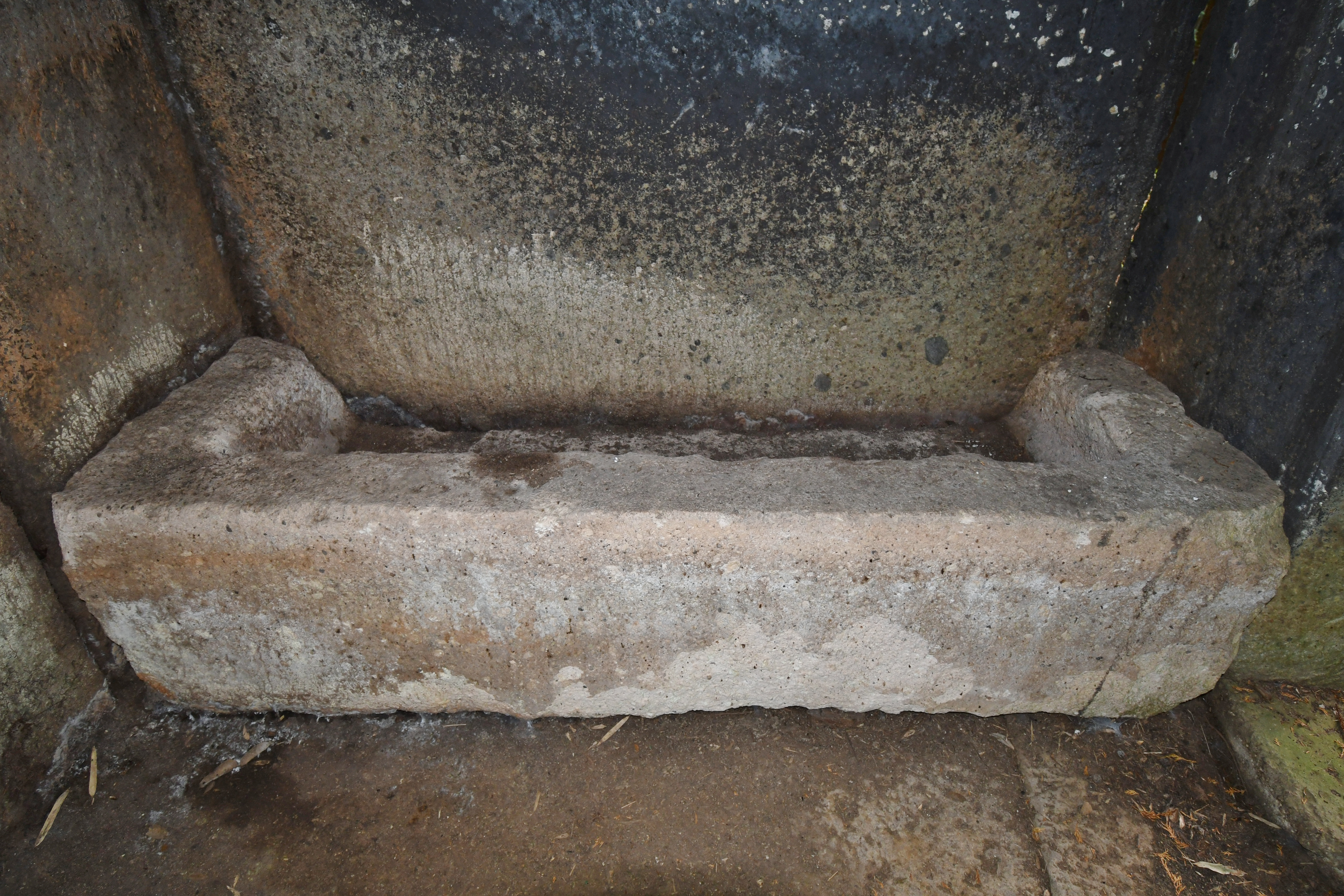
玄室東側の石棺身部
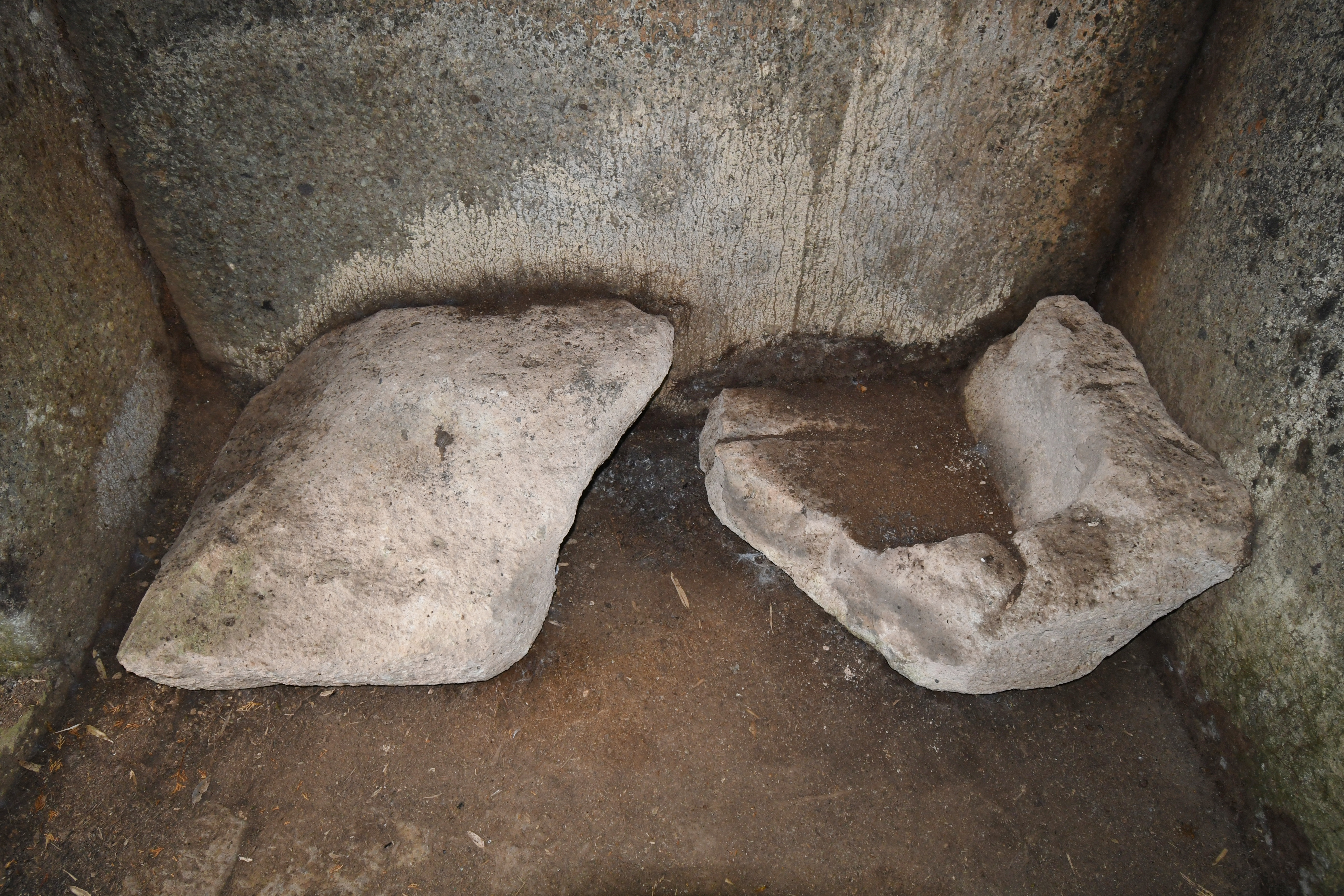
玄室西側の石棺蓋部
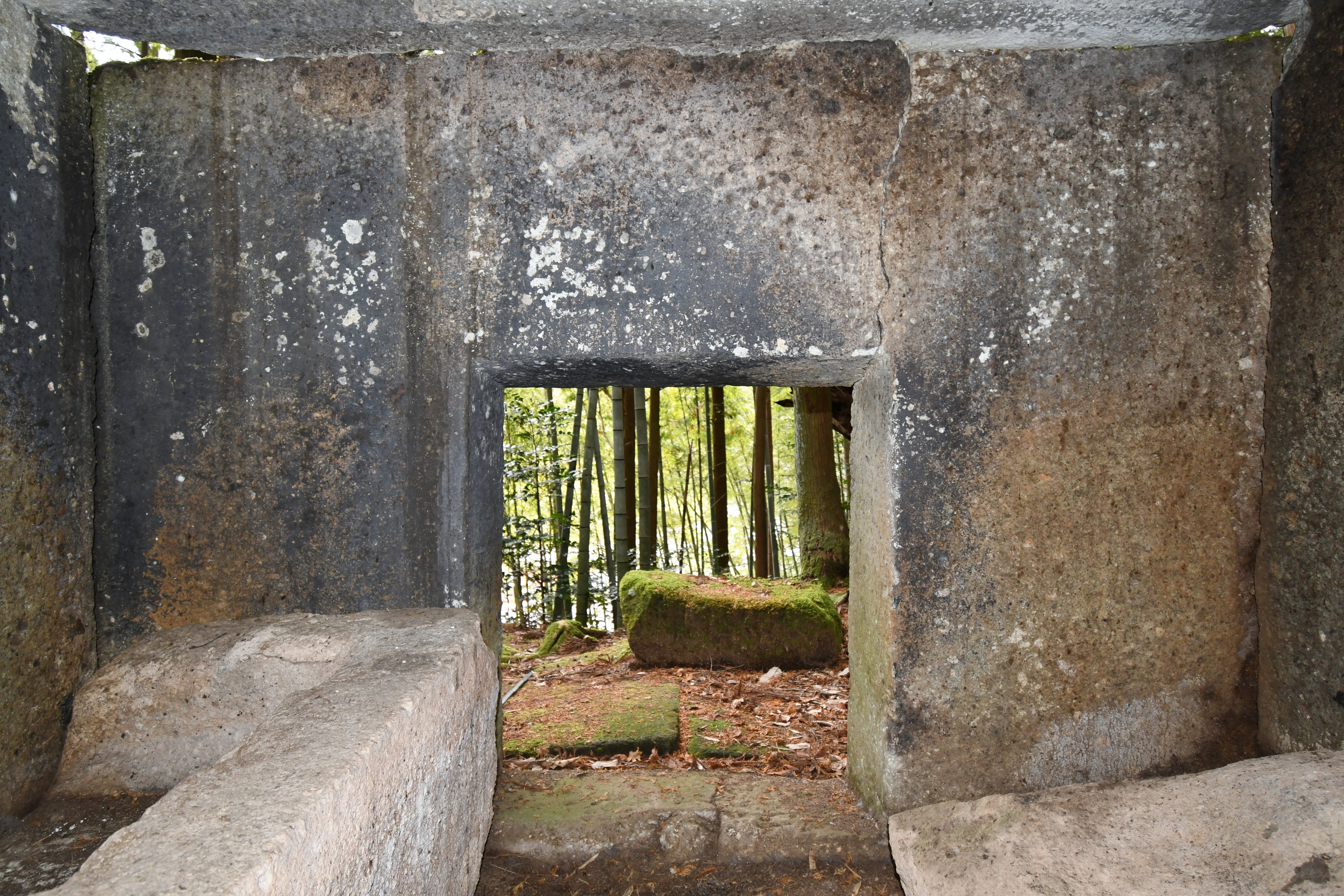
玄室（開口部方向）
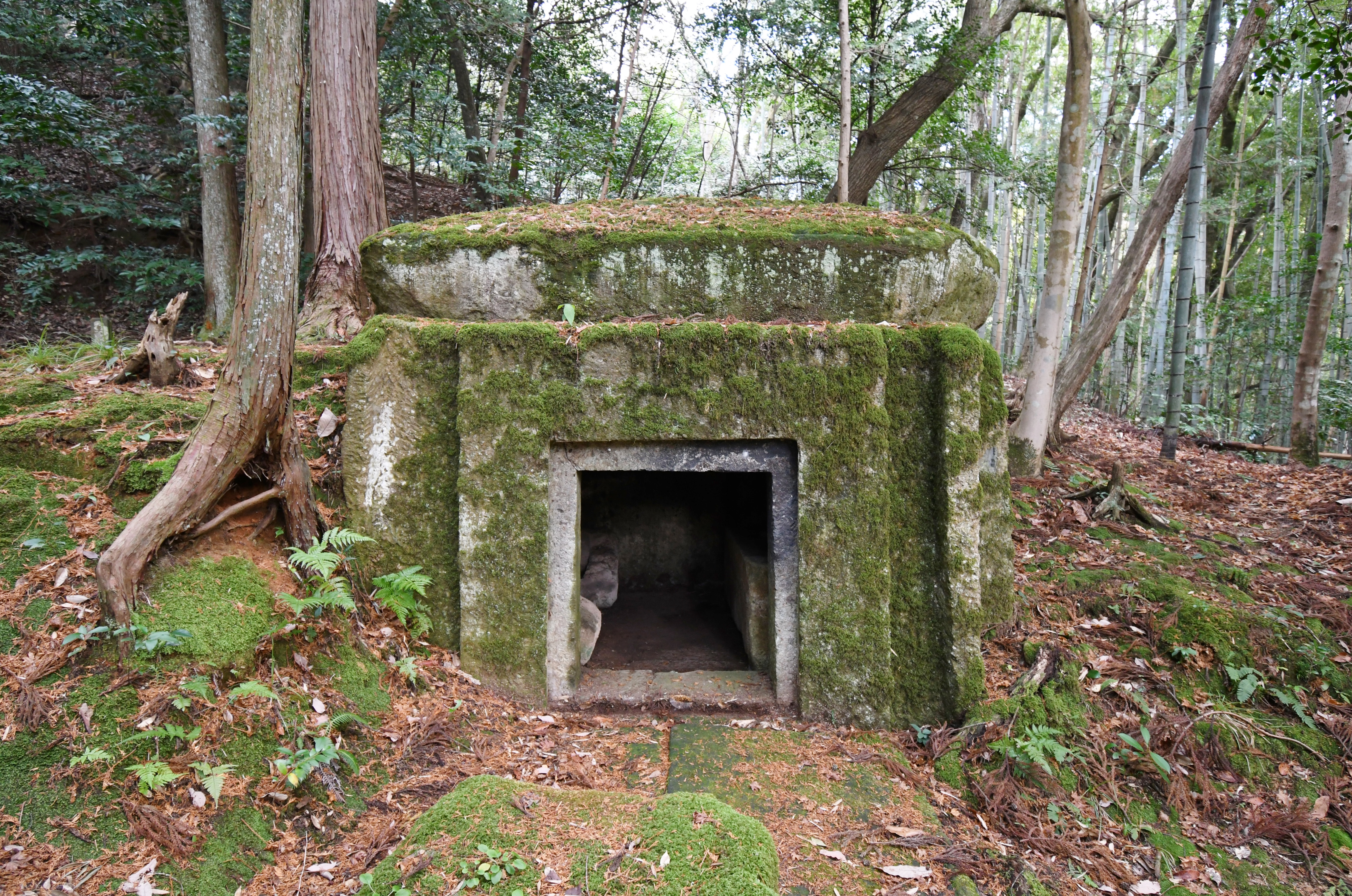
石室開口部
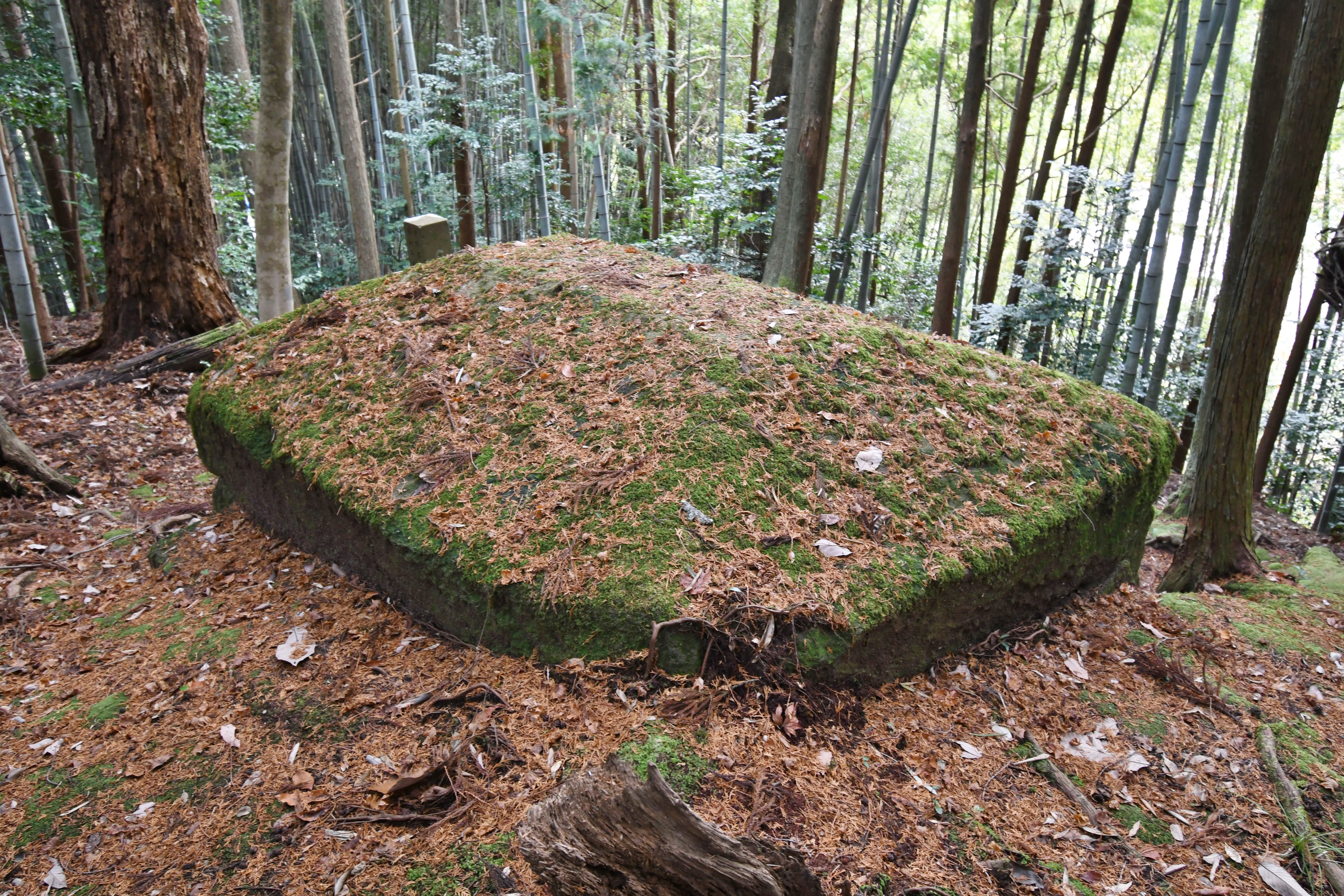
石室背面
石室展開図

## 文化財

### 国の史跡
- 岩舟古墳 - 1948年（昭和23年）12月18日指定[4]。

## 関連施設
- 安来市立歴史資料館（安来市広瀬町町帳）

## 関連文献
（記事執筆に使用していない関連文献）
- 「岩舟古墳」『島根の文化財』 第3集、島根県教育委員会、1963年。 - リンクは奈良文化財研究所「全国文化財総覧」。
- 『石棺式石室の研究 -出雲地方を中心とする切石造り横穴式石室の検討-』出雲考古学研究会〈古代の出雲を考える6〉、1987年。